# Europaeum

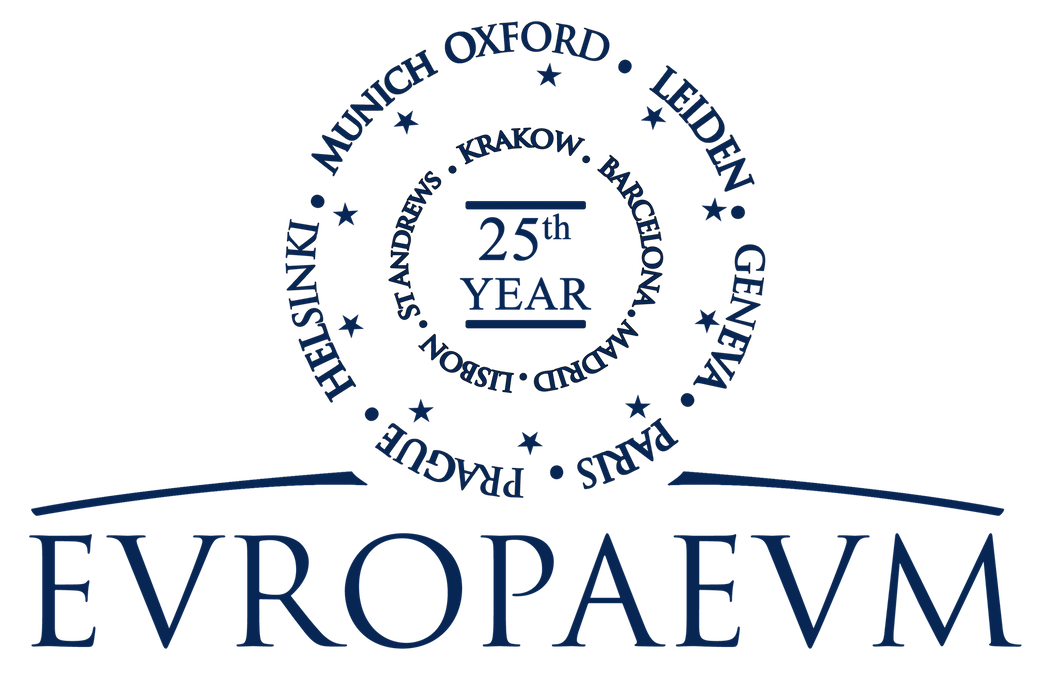
Logo

Europaeum – luźna organizacja wiodących uniwersytetów europejskich, licząca 18 członków (marzec 2021).
Została ona założona 1990–1992 przez lorda Weidenfelda i Sir Ronnie Griersona w celu wspierania studiów europeistycznych na Uniwersytecie Oksfordzkim oraz uczelniach europejskich współpracujących z Oksfordem, w celu zwiększenia wymiany kadry akademickiej i studentów pomiędzy tymi uczelniami oraz w celu studiów nad językami, historią i kulturą Europejczyków.
Europaeum prowadzi program magisterski z zakresu historii i cywilizacji europejskiej (MA Programme in European History and Civilization), instytucjami partnerskimi programu są Uniwersytet w Lejdzie, Uniwersytet Paris I Panthéon-Sorbonne oraz Uniwersytet Oksfordzki.
Europaeum organizuje również szkoły letnie oraz konferencje naukowe. Profesorowie Europaeum wykładają na pozostałych uniwersytetach partnerskich.

## Członkowie Europaeum[1]
Belgia
- Katholieke Universiteit Leuven, Leuven

 Czechy
- Univerzita Karlova, Praga

 Dania
- Københavns Universitet, Kopenhaga

 Finlandia
- Helsingin Yliopisto, Helsinki

 Francja
- Université Paris I Panthéon-Sorbonne, Paryż

 Hiszpania
- Universidad Complutense, Madryt
- Uniwersytet Pompeu Fabry, Barcelona

 Holandia
- Universiteit Leiden, Lejda

 Luksemburg
- Uniwersytet Luksemburski, Luksemburg

 Niemcy
- Rheinische Friedrich-Wilhelms-Universität, Bonn
- Uniwersytet Ludwika i Maksymiliana, Monachium
- Wolny Uniwersytet Berliński, Berlin

 Polska
- Uniwersytet Jagielloński, Kraków

 Portugalia
- Universidade Católica Portuguesa, Lizbona

 Szwajcaria
- Institut universitaire des hautes études internationales (HEI), Genewa

 Włochy
- Università di Bologna, Bolonia

 Wielka Brytania
- University of Oxford, Oksford
- University of St Andrews, St Andrews

Grupa podkreśla swoje szczególne relacje z Uniwersytetem Środkowoeuropejskim, jednak uczelnia ta nie ma statusu członka grupy.